# Ennery (Moselle)
Ennery település Franciaországban, Moselle megyében. Lakosainak száma 2313 fő (2022. január 1.). Ennery Argancy, Ay-sur-Moselle, Chailly-lès-Ennery, Flévy, Hauconcourt, Talange és Trémery községekkel határos.

## Népesség
A település népességének változása:
| Lakosok száma | 637  | 1656 | 1743 | 1645 | 1938 | 1972 | 2010 | 2157 | 2230 | 2313 |
|               | 1968 | 1982 | 1990 | 2006 | 2013 | 2015 | 2017 | 2019 | 2020 | 2022 |